# Çakırtaş, Kemaliye
Çakırtaş là một xã thuộc huyện Kemaliye, tỉnh Erzincan, Thổ Nhĩ Kỳ. Dân số thời điểm năm 2010 là 82 người.